# Úriemberek (televíziós sorozat)
Az Úriemberek (eredeti cím: The Gentlemen) 2024-ben bemutatott brit–amerikai akció-vígjátéksorozat, amelyet Guy Ritchie alkotott, a 2019-es azonos című filmje spin-offja. A főbb szerepekben Theo James, Kaya Scodelario, Joely Richardson, Vinnie Jones és Ray Winstone látható.   
Amerikában és Magyarországon 2024. március 7-én mutatta be a Netflix.

## Ismertető
Edward Horniman ENSZ-katona váratlanul megörökli nemrég elhunyt apjától a 6000 hektáros családi birtokot és a Halstead hercegi címet. Azonban felfedezi, hogy távolléte alatt egy nagy, rejtett kannabiszültetvényt létesítettek ott, amely a kegyetlen gengszterfőnök, Bobby Glass kiterjedt drogbirodalmának része. Minden figyelmeztetés ellenére, nehogy ujjat húzzon vele, Eddie meg akar szabadulni a családi birtokán lévő drogüzlettől. Ehhez azonban a legkülönfélébb bűnözőkkel kell felvennie a harcot, akik mind a saját érdekeiket követik.

## Szereplők

### Főszereplők
| Szerep                  | Színész            | Magyar hang     | Leírás |
| ----------------------- | ------------------ | --------------- | --- |
| Edward „Eddie” Horniman | Theo James         | Szatory Dávid   | Halstead 13. hercege és az ENSZ egykori békefenntartó tisztje.                                                                      |
| Susie Glass             | Kaya Scodelario    | Széles Flóra    | Bobby Glass bűnszövetkezetének tényleges vezetője, amíg ő börtönben van.                                                            |
| Freddy Horniman         | Daniel Ings        | Mészáros Béla   | Eddie megbízhatatlan, kokainfüggő bátyja.                                                                                           |
| Lady Sabrina Halstead   | Joely Richardson   | Für Anikó       | Halstead hercegnője, Eddie, Freddy és Charly édesanyja, aki távol akarja tartani családját a bűnözéstől.                            |
| Peter Spencer-Forbes    | Joshua McGuire     | Hamvas Dániel   | Bűnöző szélhámos, aki Freddy-t veszi célba.                                                                                         |
| Geoff Seacombe          | Vinnie Jones       | Kardos Róbert   | A halstead-i kastély régóta szolgáló vadőre.                                                                                        |
| Archibald Horniman      | Edward Fox         | Varga T. József | Halstead 12. hercege, a Horniman testvérek idősödő apja.                                                                            |
| Stanley Johnston        | Giancarlo Esposito | Weil Róbert     | Borkedvelő amerikai milliárdos, aki meg akarja vásárolni Halstead birtokot.                                                         |
| Robert "Bobby" Glass    | Ray Winstone       | Szerednyey Béla | Susie apja és a bebörtönzött vezetője egy kannabiszbirodalomnak, amely a Halstead birtok területét használja működésének részeként. |
| Max Bassington          | Freddie Fox        | Böröndi Bence   | 9. Lord Bassington Smythe és egy feltörekvő színész, akinek sötét titka van.                                                        |
| Florian de Groot        | Kristofer Hivju    | Makranczi Zalán | A cannabis belga forgalmazója. |
| JP Ward                 | Laurence O'Fuarain | Mészáros András | Egy utazó család feje, aki Susie kannabisz-forgalmazója lesz.                                                                       |

### Mellékszereplők
| Szerep                           | Színész               | Magyar hang         | Leírás                                                                           |
| -------------------------------- | --------------------- | ------------------- | -------------------------------------------------------------------------------- |
| Mr. Lawrence                     | Stephane Fichet       | Szabó Endre         | Halstead családi komornyik.                                                      |
| Lady Charlotte "Charly" Horniman | Jasmine Blackborow    | Csuja Fanni         | Eddie és Freddy húga, aki távol él az egyetemen.                                 |
| Tamasina "Tammy" Lady Horniman   | Chanel Cresswell      | Hámori Gabriella    | Freddy felesége.                                                                 |
| John „Csuhás” Dixon              | Pearce Quigley        | Fenyő Iván          | A Scouse bűncsalád feje.                                                         |
| Errol                            | John McGrellis        | Rába Roland         | A Scouse bűncsalád második embere.                                               |
| James "Jimmy" Chang              | Michael Vu            | Kádár-Szabó Bence   | Susie fő gyomnövesztője.                                                         |
| Jack Glass                       | Harry Goodwins        | Jaskó Bálint        | Susie bátyja és profi bokszoló.                                                  |
| Emory Stevens                    | Alexis Rodney         | Varju Kálmán        | Stanley hűséges szolgája.                                                        |
| Keith                            | Mason Antonio Fardowe | Barabás Kiss Zoltán | Susie egyik testőre.                                                             |
| Blanket                          | Logan Dean            | Jánosi Dávid        | Susie másik testőre.                                                             |
| Rosanne hercegnő                 | Gaia Weiss            | Földes Eszter       | Eddie gyermekkori barátja és Tournai grófnője, aki a belga trón 11. várományosa. |
| Gabrielle                        | Ruby Sear             | Mikecz Estilla      | Titokzatos nő, aki találkozik Jimmyvel és összebarátkozik vele.                  |
| Henry Collins                    | Max Beesley           | Miller Zoltán       | Volt katonatiszt, aki most sikeres londoni bokszpromóter.                        |

### Magyar változat
- Magyar szöveg: Egressy G. Tamás
- Hangmérnök: Cs. Németh Bálint
- Vágó: Sári-Szemerédi Gabriella
- Gyártásvezető: Gelencsér Adrienne
- Szinkronrendező: Nikas Dániel
- Produkciós vezető: Kónya Andrea

A szinkront a Mafilm Audio Kft. készítette el.

## Epizódok
| # | Cím                                                                      | Rendező         | Író                                               | Premier          |
| --- | ------------------------------------------------------------------------ | --------------- | ------------------------------------------------- | ---------------- |
| 1. | Kifinomult erőszak (Refined Aggression)                                  | Guy Ritchie     | Guy Ritchie & Matthew Read                        | 2024. március 7. |
| Eddie Horniman katonatiszt visszatér Angliába apja, Halstead hercege halála után. A végrendelet felolvasásakor megtudja, hogy ő és nem elsőszülött testvére, Freddy fogja örökölni a hercegséget és a családi birtokot. Miután átveszi új szerepét, Eddie megtudja, hogy Freddy, aki gyakori drogfogyasztó, 8 millió fonttal tartozik a drogdíler Tommy Dixonnak. Eddie úgy dönt, eladja a birtokot a befektető Stanley Johnstonnak, hogy megszerezze a pénzt és megmentse Freddy életét. Azonban megálljt parancsol neki, amikor találkozik Susie Glass-szal, aki elárulja neki, a birtok alatt egy hatalmas kannabiszfarm található, amely apáik közötti pénzügyi megállapodás eredménye. Susie beleegyezik, hogy újratárgyalja a feltételeket Tommyval, és sikerül megfeleznie az adósságot, cserébe egy gyors készpénzfizetésért és azért, hogy Freddy részt vegyen egy megalázó videóban. Eddie úgy szerzi meg a négymillió fontot, hogy eladja a birtok borkollekcióját Johnstonnak. Tommy megérkezik a birtokra a pénz felvétele és a videó leforgatása miatt. Amikor azonban Tommy többször is provokálja Freddyt, Freddy ittasan lelövi Tommyt. |                                                                          |                 |                                                   |                  |
| 2. | Tommy kenyér vaj hú hú (Tackle Tommy Woo Woo)                            | Guy Ritchie     | Guy Ritchie & Matthew Read                        | 2024. március 7. |
| Közvetlenül Tommy meggyilkolása után bűntársa, Jethro megpróbál megszökni, de elfogják. Susie felbérli a "helyszínelő" Felixet, hogy távolítsa el Tommy holttestét, és gyilkolja meg Jethrót. Eddie azonban megsajnálja Jethrót, és egy alternatív tervet eszel ki, amellyel Jethro-t vádolja Tommy meggyilkolásáért, és segít neki megszökni. Másnap Tommy bátyja, John "Csuhás" Dixon, egy kokainszindikátus feje megjelenik Eddie és Freddy házánál, és az eltűnt Tommy-t keresi. Úgy tűnik, Eddie és Freddy meg tudja győzni Johnt arról, hogy Jethro ölte meg Tommyt, majd elmenekült. Miközben Eddie elhozza Jethro útlevelét a lakásából, összeverekszik valakivel a lakásban, és a dulakodásban megöli. Eddie megtudja, Johnston részt vesz a kristálymet kábítószer-kereskedelemben, és talán bővíteni akarja az üzletét. Eddie ezután találkozót kér Susie-tól Bobby Glass-szal, Susie bebörtönzött apjával. Eddie ajánlatot tesz Bobbynak: véget kell vetnie a kannabisz-üzletnek, cserébe Eddie megtalálja a módját, hogy Bobby még több pénzt keressen. Bobby hajlandó megfontolni az ajánlatot. Végül Eddie segít Jethrónak elmenekülni az országból. Utalnak arra, hogy Felix mégis megöli Jethrót.                                                                                         |                                                                          |                 |                                                   |                  |
| 3. | Hol van a gandzsám? (Where's My Weed At?)                                | Nima Nourizadeh | Haleema Mirza & Matthew Read                      | 2024. március 7. |
| Jimmy a kannabiszfarmon dolgozó, állandóan be van tépve, és elveszít egy szállítmányt. Egy Gabrielle nevű titokzatos nő csapja be. A szállítmány egy magát Tony Blairnek nevező vevőnek szólt, aki egy koszovói-albániai banda főnöke. Susie belemegy egy üzletbe Tony Blairrel. Egy bizonyos Mercytől kell ellopniuk egy Lamborghini Huracánt Tony Blair számára. Eddie pedig átvállalja a lopást. Amikor Eddie éjszaka betör a garázsba az autó ellopásához, felfedezi Blair bandájának egy elfogott tagját, és megmenti. A tag elmagyarázza, a Lamborghini rejtett kokainszállítmányt tartalmaz, mivel Mercy is kolumbiai hátterű drogdíler. Tony Blair egy autólopásról szóló történettel verte át Eddie-t és Susie-t, hogy megszerezze a kokaint. Freddyt elfogja Mercy bandája, és a kábítószerért és a Lamborghiniért cserébe szabadon engedik. Eddie és Susie csereberét szervez, és felajánlják az elfogott Tony Blairt Freddyért cserébe. Mercy brutálisan megöli Tony Blairt egy machetével, Freddyt pedig szabadon engedi. Susie-t lenyűgözi Eddie higgadtsága. Eddie anyja, Lady Sabrina aggódik a növekvő bűnözés családra gyakorolt hatása miatt. Susie és csapata nem találja az ellopott szállítmányt. A titokzatos Gabrielle ismét kapcsolatba lép Jimmyvel, hogy folytassa az átverést. |                                                                          |                 |                                                   |                  |
| 4. | Egy ellenszenves úriember (An Unsympathetic Gentleman)                   | Nima Nourizadeh | Matthew Read & Billy Mason Wood & Theo Mason Wood | 2024. március 7. |
| Eddie a különc 8. Lord Bassington temetésén találkozik Maxszel, az új Lord Bassingtonnal. Eddie új helyet keres a kannabiszfarmnak, és felajánlja Maxnek, hogy kendert termeszthet a birtokán. Max érdeklődik, de gondja akad egy zsarolóval. A zsaroló 500 000 fontot követel. Eddie találkozik a zsaroló Frankkel, de a pénzátadás egy kínai étteremben nem a terv szerint alakul. Lady Halstead és Geoff Seacomb részt vesznek egy árverésen, ahol Lady Halstead meggyőzi az anyagi nehézségekkel küzdő szomszédot, hogy adja bérbe a földjét kábítószer-termesztésre. Jimmy találkozik a titokzatos Gabrielle-lel, és megmutatja neki a kannabiszfarmot. Eddie, Susie és Frank találkoznak Maxszel, és átadják a zsaroló dokumentumokat. Max Adolf Hitler-rajongó, a Hitler képeit gyűjti, és gyűjteményének csúcspontjaként Hitler jobb heréje a tulajdonában van. Egy lövöldözés után Maxet megöli egy második világháborús kézigránát. |                                                                          |                 |                                                   |                  |
| 5. | Van vagy száz unokatesóm (I've Hundreds of Cousins)                      | Eran Creevy     | Stuart Carolan                                    | 2024. március 7. |
| Susie meglátogatja apját, Bobby Glass-t a börtönben. Bobby elmondja neki, soha nem fogja megengedni, hogy az Eddie birtokán lévő kannabiszfarmot megszüntessék. A kendert a zeebrugge-i kikötőn keresztül exportálják a kontinentális Európába. A felelős közvetítő Belgiumban Florian de Groot, aki több pénzt akar a zökkenőmentes exportért. Ezzel egyidejűleg egy hírhedt utazócsoport generátorokat lopnak a kastélyból. Susie és Eddie így találkozik a Ward család fejével, J. P. Warddal. Az utazók be akarnak szállni a drogüzletbe, és felajánlják, hogy eladják Európába. A drogot Mária-figurákba rejtve szállítják egész Európába. A kannabiszfarmról 4 millió fontot lopnak el. A Ward családot vádolják a lopással. A de Groot főnöke nagyon elégedetlen, hogy a drogkereskedelem már nem Zeebrugge-on keresztül folyik. De Groot ezért ellopatta a 4 millió fontot, és reméli, az ő feltételei szerint kötnek üzletet. De Grootot Eddie és Susie egy vacsorán megmérgezi, és az ellenszerért cserébe elárulja az áruló, Keith nevét. Eddie bocsánatot kér J.P. Wardtól, és lelöveti Keith-t, Susie testőrét. Mielőtt megölnék, Keith elmagyarázza Eddie-nek, az egész Bobby terve, és hogy soha nem menekülhet el előle.                                                                   |                                                                          |                 |                                                   |                  |
| 6. | Minden eshetőségre (All Eventualities)                                   | Eran Creevy     | Stuart Carolan                                    | 2024. március 7. |
| Eddie mindenáron ki akar szállni a drogüzletből. Susie inkább meghosszabbítaná az üzletet. A kiszállás csak akkor lehetséges, ha három hónapon belül 15 millió fontot mosnak tisztára. Találkoznak a pénzmosó Jackyvel, de ő nem tudja garantálni, hogy ennyi idő alatt ilyen összeget tud mosni. Jacky és Susie testvére, Jack Glass összevesznek, ami miatt Jacky már nem akar tudni a pénzmosásról. Eddie egy bokszmeccsen találkozik Jack Glass menedzserével, Henry Collinsszal. Ő egy új pénzmosót tud ajánlani Eddie-nek, Vaskos Ricket. Freddy találkozik Susie-val, és megpróbálja meggyőzni arról, hogy ő jobb üzlettárs lenne, és nem akarja otthagyni a drogbizniszt. Egy új, erős kannabisz növényt is felajánl neki. Egy Jack Glass által szervezett bokszmeccs során Henry Collins közli Susie-val, hogy át akarja venni a kannabiszüzletét. Collins a bokszmeccset Jack hátrányára bundázza, és Jack az epizód végén padlót fog. |                                                                          |                 |                                                   |                  |
| 7. | Jöjjön bár veszély (Not Without Danger)                                  | David Caffrey   | John Jackson                                      | 2024. március 7. |
| Jack Glass túlélte a harcot, de jelenleg kómában van. Susie elkezdi megöletni a Henry Collinshoz közel álló embereket. Johnston segítséget ajánl Eddie-nek, ha cserébe megkapja a Glass birodalom többi telephelyének tulajdonosai neveit, és kiszáll a drogüzletből. Freddy és Eddie húga, Charly terhesen tér vissza a birtokra, amelyet nem sokkal apja halála után hagyott hátra. Nem tudja viszont, hogy valójában az anyja, Lady Sabrina Horniman és Geoff kapcsolatának gyermeke. Freddy bevallja Eddie-nek; megpróbálta meggyőzni Susie-t róla, hogy átveheti Eddie helyét, ha valami történne vele. Jimmy elárulta Susie lakcímét Eddie-nek és Gabrielle-nek is. Eddie és Susie szembesítik Gabrielle-t, és megtudják, a nő Johnstonnak dolgozik. Johnston hiába próbálta megállítani és átvenni az Glass üzletet, Collins-t tette meg cinkosának. Eddie átad Johnstonnak egy névsort, cserébe azért az ígéretért, hogy a családját többé nem zaklatják. Eddie azonban célozgat Bobby Glassra, hogy nem árulta el őt. Susie végül csapdát állít Collinsnak a kórházban, ahol Jack fekszik, de a férfi közli vele, Eddie átverte őt. Susie ezért elmondja John „Csuhás” Dixonnak, hogy Freddy megölte a testvérét, Tommyt, és hogy Eddie ezután segített neki eltussolni a bűntényt.               |                                                                          |                 |                                                   |                  |
| 8. | A Csuhás – Bobby Glass evangéliuma (The Gospel According to Bobby Glass) | David Caffrey   | Matthew Read                                      | 2024. március 7. |
| John „Csuhás” Dixon és emberei támadásra készülnek a Horniman birtok ellen, de Bobby Glass hívása megzavarja őket. Utóbbi el akarja adni a drogüzletet, Susie és Eddie pedig gondoskodik az egész birodalom eladásáról a legtöbbet ajánlónak. Freddy meggyőzi Eddie-t, hogy őt a drogüzletre teremtették. Eddie ezért Susie-val együtt tesz ajánlatot, és egyúttal kizárja az összes többi ajánlattevőt. Bobby Glass végül közli velük; nem akarja eladni, hanem látni akarja, hogy Susie és Eddie készek még tovább bővíteni a birodalmat. Susie és Eddie átveszik az üzletet, amelyet Bobby a börtönből irányít tovább. |                                                                          |                 |                                                   |                  |

## A sorozat készítése
Guy Ritchie 2020 októberében kezdett bele egy televíziós sorozat fejlesztésébe, amelyet az Úriemberek című filmje alapján készít és rendez a Moonage Pictures és a Miramax Television együttműködésével. Ritchie az eredeti film producerei mellett vezető producerként is közreműködött. Matthew Read segített Richie-nek megírni a próbaepizód forgatókönyvét, és a Moonage vezető producere is lett Will Goulddal együtt, végül pedig a Netflix megrendelte a sorozatot. A szereplők, többek között Theo James, Kaya Scodelario, Daniel Ings, Joely Richardson, Giancarlo Esposito, Peter Serafinowicz és Vinnie Jones szereplését a forgatás kezdete előtti héten jelentették be, Alexis Rodney a forgatás első hetében csatlakozott a stábhoz. 2023 júniusában Max Beesley-vel bővült a szereplőgárda, Hugh Warren pedig a sorozat producere lett. Chanel Cresswell a decemberi forgatás alatt csatlakozott a stábhoz egy visszatérő szerepben. Ray Winstone és Jasmine Blackborow egy 2024. januári előzetesben derült ki, hogy a szereplők között lesz.
A gyártás Londonban és a Badminton House-ban zajlott 2022 novemberétől 2023 júniusáig. A forgatás a Longcross Studios-ban és a West London Film Studios-ban készült, további helyszíni forgatásokkal a városban, többek között a Princess Victoria pubban és a Tate Modernben, valamint Hackney és Islington kerületekben. A londoni Printworks díszletei is jelen voltak az első epizódban.

### Díjak és jelölések
| Díj              | Időpont         | Kategória                                  | Jelölt          | Eredmény | Forr.  |
| ---------------- | --------------- | ------------------------------------------ | --------------- | -------- | ------ |
| Gotham TV Awards | 2024. június 4. | Kiemelkedő alakítás egy vígjátéksorozatban | Kaya Scodelario | Függőben | [ 12 ] |